# NGC 6680
NGC 6680 est une galaxie spirale située dans la constellation d'Hercule. Sa vitesse par rapport au fond diffus cosmologique est de 3 916 ± 25 km/s, ce qui correspond à une distance de Hubble de 57,8 ± 4,1 Mpc (∼189 millions d'al). NGC 6680 a été découverte par l'astronome allemand Albert Marth en 1864.